# Gittan Wernström
Gittan Wernström, Evy Birgitta Wernström, född 19 oktober 1947 i  Brännkyrka församling, Stockholm, svensk barnskådespelerska. Hon medverkade i TV-serien Villervalle i Söderhavet och i filmen med samma namn som är en nedklippt version av TV-serien. Gittan Wernström är dotter till författaren Sven Wernström, vars ungdomsroman Skatten i de fattigas by från 1970 är tydligt inspirerad av Villervalle i Söderhavet.

## Filmografi

### Film
- 1966 Flicka med transistorradio – Flickan
- 1968 – Villervalle i Söderhavet - dottern Lenalisa

### TV-serier
- 1963 – Villervalle i Söderhavet - dottern Lenalisa